# Die in Cries
DIE IN CRIES är ett japanskt visual kei-band som var aktivt 1991-1995. De släppte nio fullängdsalbum och blev aldrig uppmärksammade internationellt, även om de var rätt stora inom Japans gränser.
Bandet bestod av vokalisten Kyo (ex-Save Tiger, BUG), gitarristen Shin (ex-The Mad Capsule Markets, Bloody Imitation Society, BUG, Creature Creature), basisten Takashi (ex-The Ace, BUG) och trummisen Yukihiro (ex-ZI:KILL, numera i L'Arc~En~Ciel och Acid Android).